# Простонароден език
През Средновековието за простонародни езици се смятат всички езици освен латински и гръцки (английски, френски, италиански, испански, немски, руски...). До епохата на Романтизма простонародните езици са отхвърлени от всички освен от необразованите прослойки на обществото (така нареченото трето съсловие). През Романтизма (18 век) на простонароден език започват да се създават множество творби в цяла Европа, както и в Русия.